# Buris Henriksen
 Buris Henriksen (né vers 1130 mort en 1167) prince royal danois qui fut duc de Jutland-du-Sud c'est-à-dire de Sønderjylland de 1162 à 1167.

## Biographie
Buris est le fils du prince Henri Skädelar tué le 4 juin 1134 lors de la Bataille de Fotevik et de la princesse suédoise Ingrid Rögnvaldsdotter.
Bien que son père ait été associé aux meurtriers de Knud Lavard, il se range aux côtés du fils de ce  dernier le prince Valdemar lors de la guerre civile de 1147-1157 dans laquelle il joue un rôle non négligeable qui lui vaut de recevoir comme récompense du roi Valdemar Ier le duché de Sønderjylland en 1162 en succession de son frère Knud Henriksen. Plus tard il participe avec distinction à l'implantation de l'église et en 1163 il établit un monastère cistercien à  Tvis à l'est de Holstebro.
Le roi Valdemar Ier gardait cependant certaine méfiance à son égard, car appartenant de très près à la famille royale il pouvait avoir des prétentions au trône pour lui-même ou ses descendants. Cette suspicion est amplifiée par l'attitude de Buris qui en 1166 refuse de reconnaître Knud le fils aîné de Valdemar Ier comme héritier présomptif. Enfin, il renonce à son duché héréditaire et la même année il épouse une fille anonyme du comte Hermann II de Winzenbourg et de Luitgard de Stade.
Le roi le suspecte ensuite de connivence avec le roi de Norvège Magnus V Erlingsson
au parti duquel il est apparenté par sa mère lorsque les norvégiens attaquent le Danemark pendant que le roi se préparait à une expédition contre les Wendes de Wolgast. En 1167, le roi ordonne qu'il soit enfermé au château de Søborg et selon Saxo Grammaticus il passe le reste de sa vie en prison. Les historiens germaniques défavorables  à la lignée de Valdemar Ier rapportent qu'il aurait été terriblement mutilé puis mis à mort.

### Légende
Selon une légende folklorique reprise dans une ballade Prins Buris og Liden Kirsten; Buris, aurait séduit une sœur de Valdemar nommée selon la tradition Liden Kirsten qui aurait de ce fait refusé le fiancé étranger choisi par son frère. Fou de rage le roi aurait fait danser sa sœur jusqu'à ce qu'elle meurt d'épuisement puis il aurait fait castrer, aveugler et mutiler Buris  qui jusqu'à sa mort, pouvait seulement se rendre toutes les nuits se recueillir sur la tombe de Kirsten au monastère de Vestervig.